# Stará Kremnička
Stará Kremnička (bis 1927 slowakisch nur „Kremnička“; deutsch Altkremnitz, ungarisch Ókörmöcke – bis 1907 Ókörmöcske – älter auch Körmöcke) ist eine Gemeinde in der Mitte der Slowakei mit 1100 Einwohnern (Stand 31. Dezember 2024), die zum Okres Žiar nad Hronom, einem Teil des Banskobystrický kraj, gehört.

## Geographie

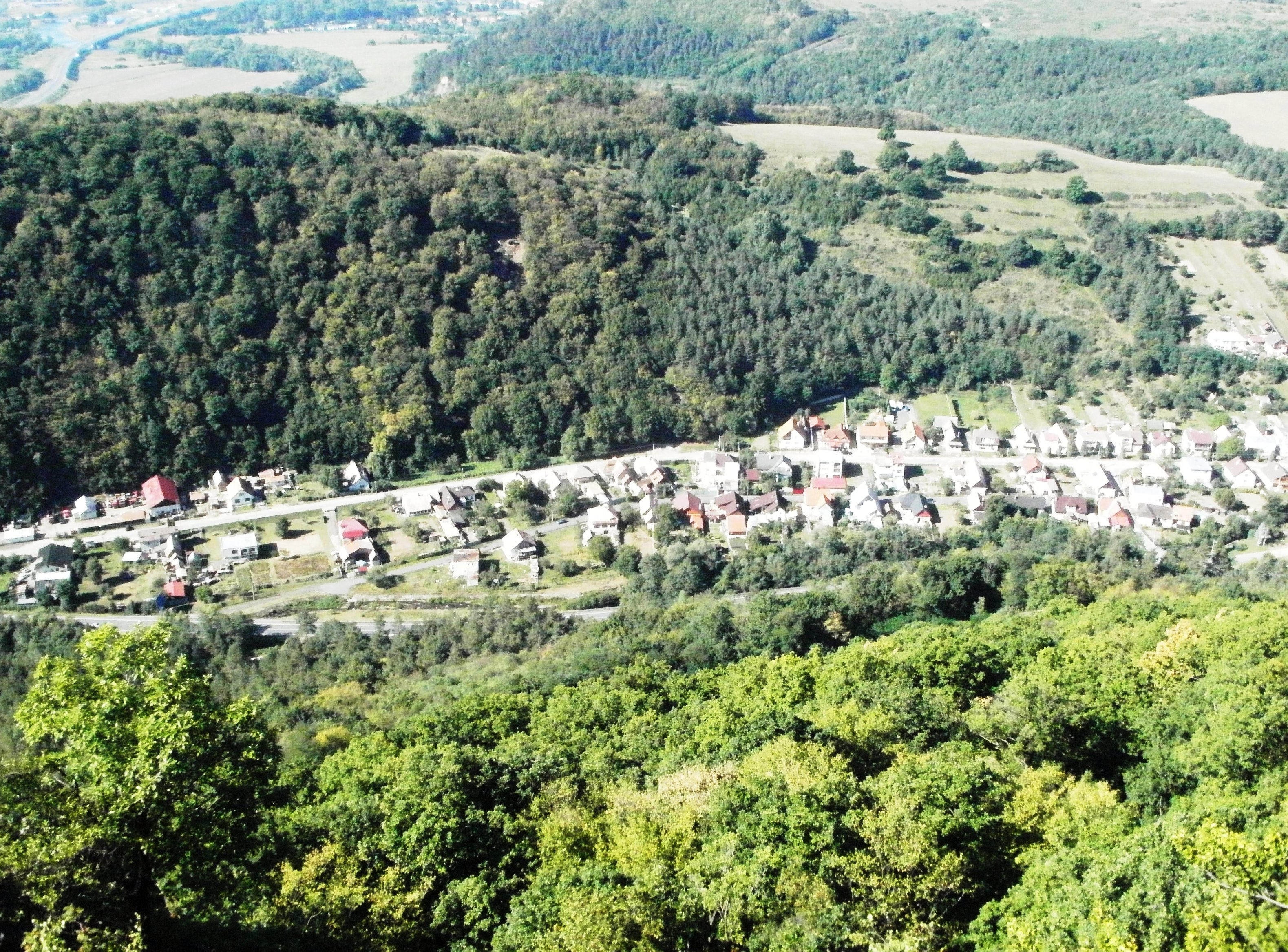
Blick auf Stará Kremnička

Die Gemeinde befindet sich im südwestlichen Teil der Kremnitzer Bergen am Ufer des Kremnický potok (deutsch Kremnitz) im Einzugsgebiet des Hron. Das Ortszentrum liegt auf einer Höhe von 292 m n.m. und ist fünf Kilometer von Žiar nad Hronom sowie 13 Kilometer von Kremnica entfernt.
Nachbargemeinden sind Bartošova Lehôtka im Norden, Jastrabá im Nordosten, Pitelová im Osten, Žiar nad Hronom (inkl. des Stadtteils Šášovské Podhradie) im Süden, Südwesten und Westen und Lutila im Nordwesten.

## Geschichte
Stará Kremnička wurde 1442 erstmals als Okermecz erwähnt, existierte aber bereits im späten 13. Jahrhundert. 1487 gehörte es zum Erzbistum Gran als Mautstelle, 1776 wechselte der Besitz zum neu gegründeten Bistum Neusohl. 1536 gab es hier neun Porta und eine Mühle, 1601 standen 35 Häuser und eine Mühle im Ort. 1828 zählte man 47 Häuser und 311 Einwohner, die als Fuhrleute, Landwirte und Saisonarbeiter beschäftigt waren.
Bis 1918 gehörte der im Komitat Bars liegende Ort zum Königreich Ungarn und kam danach zur Tschechoslowakei beziehungsweise heute Slowakei. In der ersten tschechoslowakischen Republik arbeiteten die Einwohner als Landwirte und Bergleute in Kremnica. Nach dem Ausbruch des Slowakischen Nationalaufstands wurde die Gegend Schauplatz von schweren Gefechten.

### Eisenbahnunfall am 27. Dezember 1944
Der Bahnhof Stará Kremnička wurde am 27. Dezember 1944 Standort eines schweren Eisenbahnunfalls, als ein Militärzug mit 37 Wagen und deutschen Truppen, die eventuell der SS-Sondereinheit Dirlewanger gehörten, aufgrund eines Bremsversagens in einem steilen Gefälleabschnitt mit überhöhter Geschwindigkeit fuhr. Im Bahnhof wurde er auf ein Stumpfgleis geleitet, um dem Zusammenstoß mit einem abgestellten Frachtzug vorzubeugen. Mit etwa 100 km/h Geschwindigkeit überfuhr der Zug den Gleisabschluss, entgleiste und fing Feuer an, zusätzlich explodierte die mitgeführte Munition. Beim Unglück kamen mindestens 200, möglicherweise aber bis zu 370 Menschen ums Leben.
Außer eines Berichts im Gedächtnisbuch des Bahnhofs Hronská Dúbrava und kurzer Erwähnung in der Gemeindechronik von Stará Kremnička sind keine offiziellen Dokumente zum Unfall bekannt.

## Bevölkerung
| Jahr                | 1994 | 2004     | 2014    | 2024    |
| ------------------- | ---- | -------- | ------- | ------- |
| Anzahl der Personen | 943  | 1079     | 1097    | 1100    |
| Unterschied         |      | +14,42 % | +1,66 % | +0,27 % |

| Jahr                | 2023 | 2024    |
| ------------------- | ---- | ------- |
| Anzahl der Personen | 1118 | 1100    |
| Unterschied         |      | −1,61 % |

Nach der Volkszählung 2011 wohnten in Stará Kremnička 1123 Einwohner, davon 1070 Slowaken, sieben Magyare, vier Tschechen, drei Roma, zwei Deutsche sowie jeweils ein Kroate und Mährer. 25 Einwohner machten keine Angabe zur Ethnie.
861 Einwohner bekannten sich zur römisch-katholischen Kirche, acht Einwohner zur Evangelischen Kirche A. B., jeweils vier Einwohner zu den christlichen Gemeinde, zur griechisch-katholischen Kirche und zur reformierten Kirche, zwei Einwohner zur tschechoslowakischen hussitischen Kirche sowie jeweils ein Einwohner zum Bahaitum und zu den Siebenten-Tags-Adventisten. 142 Einwohner waren konfessionslos und bei 96 Einwohnern wurde die Konfession nicht ermittelt.

## Bauwerke
Im Ort gibt es eine Kirche des Heiligen Emmerich aus dem Jahr 1890.

## Verkehr
Durch Stará Kremnička verläuft die Cesta I. triedy 65 („Straße 1. Ordnung“) von Žiar nad Hronom nach Martin. Die Bahnstrecke Salgótarján–Vrútky (Teilstrecke Zvolen–Vrútky) passiert östlich des Ortes, der Bahnhof wird aber nicht mehr angefahren und das Bahnhofsgebäude verfällt.